# Co-determinació
Co-determinació, també coneguda com a cogestió (i també "coparticipació" o "participació del treballador") és la pràctica de donar als treballadors d'una empresa el dret a votar els representants que formen part de la junta directiva en una empresa. També fa referència a donar al personal drets de decisió a través dels comitès d'empresa en assumptes relacionats amb el lloc de treball.
La paraula és una traducció literal de l'alemany Mitbestimmung i els drets generats en una co-determinació difereixen segons el context legal. Les primeres lleis sobre co-determinació van aparèixer a Alemanya en el sector del carbó i l'acer. Des de 1974, una llei obliga que tota empresa de més de 500 empleats tingui representació dels treballadors en els òrgans de direcció. Aquesta llei va ser modificada el 2004.
Aquest sistema de cogestió també existeix a Àustria (amb un mètode molt semblant a l'alemany) i a Suècia (amb un mètode totalment diferent però amb resultats equiparables o superiors). També als altres països nòrdics i a Holanda.